# Jure Pohleven
Jure Pohleven (* 18. Februar 1985 in Kranj) ist ein ehemaliger slowenischer Naturbahnrodler. Er nahm in der Saison 2001/2002 an drei Weltcuprennen teil und startete jeweils einmal bei Welt- und Europameisterschaften.

## Karriere
Jure Pohleven nahm nur in den Saisonen 2001/2002 und 2002/2003 an internationalen Wettkämpfen teil. Sein Debüt gab er am 14. Dezember 2001 im Weltcuprennen von Olang, wo er jedoch im zweiten Wertungslauf ausfiel. Im Rest der Saison 2001/2002 kam er noch zweimal im Weltcup zum Einsatz, erzielte einen 22. Platz in Umhausen sowie Rang 17 in Železniki und wurde 29. in der Gesamtwertung. Danach bestritt er keine weiteren Weltcuprennen mehr. Bei der Juniorenweltmeisterschaft 2002 in Gsies fuhr Pohleven auf Platz 18, kam im nächsten Jahr bei der Junioreneuropameisterschaft 2003 in Kreuth aber nur als 34. ins Ziel. Sein einziges Resultat bei Titelkämpfen in der Allgemeinen Klasse war der 26. Platz bei der Europameisterschaft 2002 in Frantschach-Sankt Gertraud. Bei der Weltmeisterschaft 2003 in Železniki schied er bereits im ersten der drei Wertungsläufe aus. Nach 2003 bestritt Jure Pohleven keine internationalen Rennen mehr, nimmt aber weiterhin an nationalen Wettkämpfen teil.

## Sportliche Erfolge

### Europameisterschaften
- Frantschach 2002: 26. Einsitzer

### Juniorenweltmeisterschaften
- Gsies 2002: 18. Einsitzer

### Junioreneuropameisterschaften
- Kreuth 2003: 34. Einsitzer

### Weltcup
- 29. Gesamtrang in der Saison 2001/2002
- Eine Top-20-Platzierung in Weltcuprennen